# Longás
Longás è un comune spagnolo di 52 abitanti situato nella comunità autonoma dell'Aragona.

## Storia
Si suppone che il territorio di Longás sia stato occupato sin dal tempo dei Romani dalla tribù celtica dei suessetani, che si scontrarono coi vicini jacetani e vasconi.
Longás viene citato come insediamento nei documenti del monastero di Leire, in un documento del 14 febbraio 938. Altri nomi con cui è stato definito sono: Longares e Longars (quest'ultimo in Aragonese), per passare in castigliano nella forma Longás, a causa di un errore di ortografia perché nella lingua aragonese la r non si pronuncia al plurale.

## Società

### Evoluzione demografica
| Anno | Abitanti |
| ---- | -------- |
| 1996 | 42       |
| 2001 | 44       |
| 2004 | 53       |
| 2006 | 52       |

## Galleria d'immagini

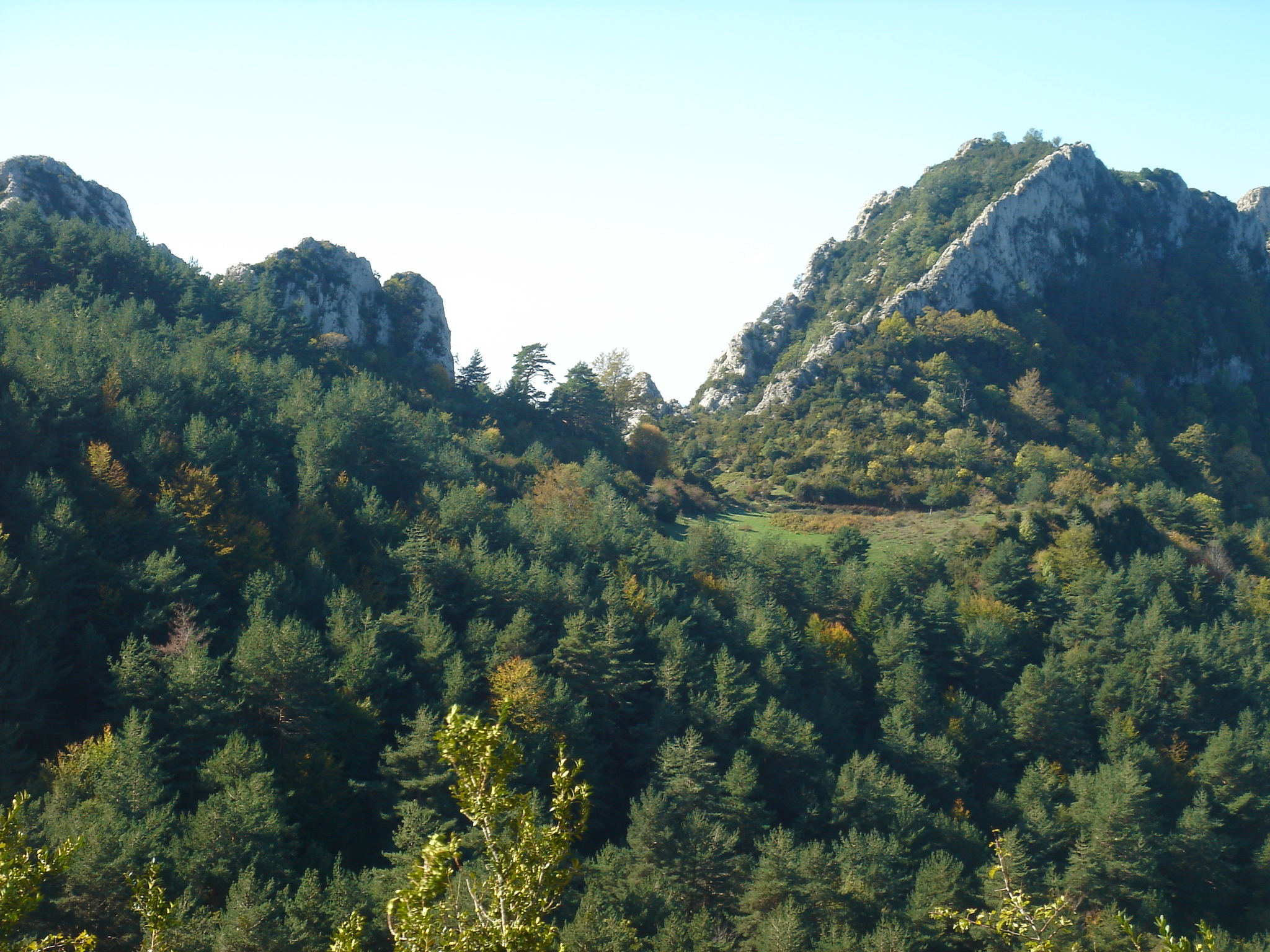
Il Paso O Portillo
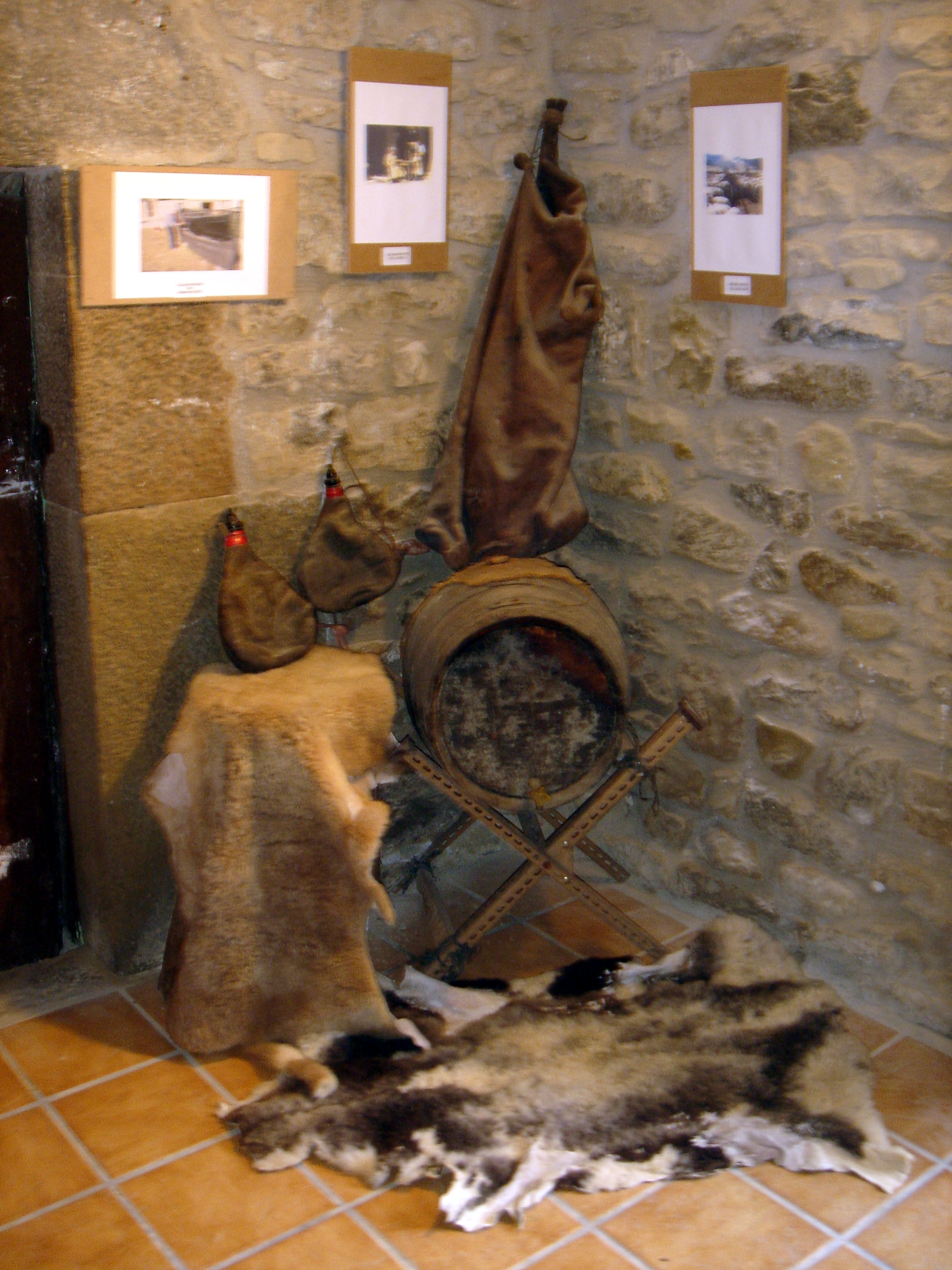
Mostra sui manufatti e sui vari usi della pece